# Гурдалинское сражение
Гурдалинское сражение — один из эпизодов Кавказской войны. Сражение между отрядом Отдельного Кавказского корпуса Кавказской армии под командованием полковника Бакланова и чеченскими войсками под руководством наиба Эски произошло 11 августа 1852 года близ аула Гурдали, расположенного на реке Мичик. Целью похода было разрушение аула Гурдали. Русским удалось ворваться в аул, но из-за больших потерь Бакланов вынужден был отступить.

## Предыстория
В середине XIX века на Качкалыкском склоне (чечен. ГIачалкхан дукъ) находилось русское укрепление Непреступный стан (Исти-Су). Недалеко от него был расположен укрепленный пункт горцев аул Гурдали наибства Эски.
Летом 1852 года будущий Кавказкий наместник князь Барятинский, командующий левого крыла Кавказской линии, начал действия по истреблению продовольствия и резервов горцев. 7 июля войска Русской императорской армии под начальством полковника Лященко направились в поход к селению Шали, где отряд занимался истреблением запасов сена.
Воспользовавшись тем, что горцы, занятые усилением тыла, пока не дают особого отпора царским войскам, Барятинский в начале лета наметил план по усилению напора на горцев Северо-Кавказского имамата. Он приступил к боевым действиям против мятежных аулов Чечни. Удары велись с трёх направлений: со стороны Шали и Басса на Аргунское ущелье и с Кумыкской плоскости. Наступающие со стороны Кумыкской равнины русские войска должны были уничтожить аул Гурдали.
Экспедиционный отряд полковника Бакланова, получив распоряжение князя Барятинского, собрал с разных пунктов Кумыкской равнины в крепости Куринской три батальона егерского (кабардинского) полка, одну роту линейного батальона, девять сотен из донских полков, две сотни кизлярского казачьего полка и семь орудий. 11 августа отряд выступил из крепости Куринской (Ойсангур) к аулу Гурдали. Основная цель «состояла в том, чтобы как можно быстрее подойти к Гурдали, быстро напасть на это селение и не дать возможности скрыться противнику». Общая численность войск составляла 1350 пехотинцев, 11 казачьих сотен и 7 орудий.

## Ход сражения

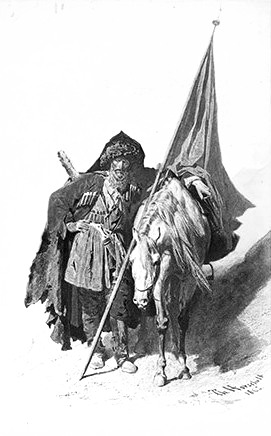
Мюрид с наибским знаменем, рисунок Теодора Горшельта, периода 1858—1861 годов.

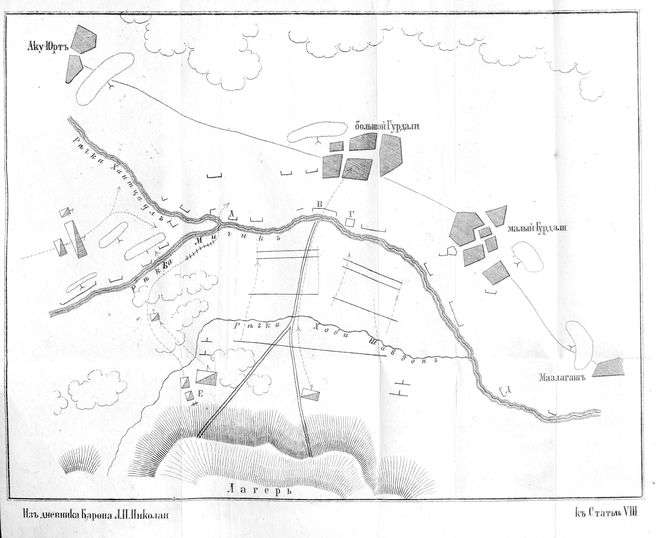
План аулов Гордали на реке Мичик, 1853 год

На рассвете 11 августа кавалерия взяла в кольцо Гурдали. С прибытием пехоты и артиллерии начался штурм села.
Гурдали был построен начале 1850-х годов по приказу Шамиля как аул-крепость, в противовес укреплению Непреступный стан (Исти-су). Дома были построены таким образом, что каждая из них была похожа на «нечто вроде блокгауза» и попасть в неё, даже через двери, было нелегко: они были толстостенные, с двойными засовами. Гурдали был населен в основном мюридами Шамиля. В результате русские войска встретили здесь упорное сопротивление. Проникнуть в дома пехоте и кавалеристам не удалось, они лишь «пускали свои гранаты в небольшие щели сакль наудачу».
После нескольких часов боя для Бакланова стало очевидным, что взять своими силами Гурдали не удаётся, к тому же отряд Бакланова нёс огромные потери. Было принято решение отступать. Основная часть войск, двигавшихся от Гурдали-аула к Куринскому укреплению, должна была пройти через лесную просеку, где они были встречены мюридами Шамиля, а с другой стороны атакованы гурдалинцами. Арьергард войск под командованием барона Николаи попал в такое же тяжёлое положение как и авангард.

Лишь только тёмные гущи скрыли в чаще нашу колонну, со всех направлений, и в основном в левой цепи и в хвосте колонны, загрохотала громкая стрельба, каковой кабардинцы (Кабардинский 80-й пехотный полк) давно не встречали. В одну минуту там и сям упало десяток людей, понадобилось несколько десятков других, чтобы их собрать и утащить. Лес огласился свирепыми возгласами горцев, нашим «ура»… — и застонал, словно расстроенный появлением незваных гостей и начавшийся в нём битвой.

…По мере того, как отряд углублялся все вперед, медленно, тихо, шагая с каждым движением, горцы следовали по пятам, на небольшом расстоянии, прятались за завалами, за большие деревья, свободно вырывали из рядов большие жертвы… В третьей егерской роте, бывшими в этой цепи, вышли из строя всего три человека: фельдфебель, юнкер и горнист; оставшиеся погибли, раненые шли под чужими ружьями и носилками. Большая часть офицерского состава была уничтожена или ранена. Солдаты оказывались без руководства… В конце, дошло до того, что и некому, и невозможно было забирать убитых и раненых — этих несчастных оставляли на месте— военный историк Н. А. Волконский

Видя, что дальнейшее движение колонны приведёт её к гибели, барон Николаи, руководивший Кабардинским полком, принял решение остановиться, собрать в одном месте остатки войск и защищаться до прибытия помощи. От полного разгрома отряд был спасён вернувшимся на помощь Баклановым.
Царские войска потеряли в этом бою 11 офицеров и 289 нижних чинов, свыше 500 человек получили ранения.